# Osminia
Osminia é um gênero de traça pertencente à família Brachodidae.